# 塩化カドミウム
塩化カドミウム（えんかカドミウム、英 Cadmium chloride）は化学式CdCl2で表されるカドミウムの塩化物。塩化カドミウムの結晶構造は2価の陽イオンと1価の陰イオンの間に形成される物質における構造の典型例であり、その構造は塩化カドミウム型結晶構造と呼ばれる。

## 性質
無水物は吸湿性を有する無色の結晶であり、融点568度、沸点964度、比重4.08である。水に対する溶解度は高く、25度で100gの水に対して120gが溶解する。水溶液中では完全には電離しない弱電解質であり、一部は錯イオンや非解離状態で溶解している。また、塩化カドミウムの水溶液は硫化水素ガスを吸収する。水のほかにアセトンやエタノールなどのプロトン性溶媒にも溶解するが、無極性溶媒であるジエチルエーテルには不溶。不燃性だが、加熱により塩素や酸化カドミウムを含む有害なフュームを生じる。
無水物のほかに1水和物、2.5水和物、4水和物がある。2.5水和物は風解性があり、34℃で一水和物に、120℃で無水物になる。

## 構造
無水塩化カドミウムは三方晶系の結晶構造を取るイオン結晶である。空間群はR3m、格子定数はa=3.85、c=17.46、γ=120。また1930年のライナス・ポーリングの論文では空間群R3c、格子定数a=3.23、α=36.03とされている。各原子間の結合距離は塩素-塩素間が3.85 Åおよび3.76 Å、カドミウム-塩素間が2.66 Åである。面心立方格子構造に配列した塩素イオンが形成する八面体の隙間にカドミウムイオンが位置するような構造を取り、塩素イオンの層にカドミウムイオンの層が挟まれた層状構造となっている。また、金属中心であるカドミウムイオンを中心に見ると、6配位の八面体配置を取っている。塩化カドミウムと類似した結晶構造を取る物質は他にも塩化マグネシウムや塩化鉄(II)、塩化ニッケル(II)、塩化コバルトなど多数存在しており、このような構造は塩化カドミウム型結晶構造と呼ばれる。ヨウ化カドミウムも類似した結晶構造を取るが、ヨウ化カドミウム中のヨウ素イオンは面心立方格子構造でなく六方最密充填構造に配列しており、こちらはヨウ化カドミウム型構造と呼ばれる。
1水和物は斜方晶系で空間群はPnma、格子定数はa=9.25、b=3.776、c=11.89。カドミウムイオンを中心した八面体構造の側面に水和水が位置するような構造を取り、その側面に位置する水和水の水素結合によって八面体構造が鎖状に連なった構造となっている。2.5水和物は単斜晶系で空間群はP21/m、格子定数はa=9.21、b=11.88、c=10.08、β=93.30。無水物、1水和物と同じくカドミウムイオンを中心とした八面体構造を取り、それぞれの八面体単位構造が三次元的に連なったフレームワーク構造を結晶水の水素結合が補強しているような構造となっている。また、結晶水中の酸素イオンは歪んだ四面体配位構造となっている。

## 合成
溶融させた金属カドミウムを塩素ガスもしくは塩化水素ガスと反応させるか、酸化カドミウムと塩化水素ガスを反応させることによって合成される。
{\displaystyle {\ce {Cd\ + Cl2 -> CdCl2}}}
{\displaystyle {\ce {CdO\ + 2HCl -> CdCl2\ + H2O}}}
また、金属カドミウムを塩酸に溶解させた溶液を蒸発乾固させれば各水和物の混合物が得られ、これを加熱して結晶水を脱水すれば無水物が得られる。他に、塩化カドミウムの水和物を塩化チオニルとともに加熱還流させることでも無水物が得られる。

## 用途
塩化カドミウムは他の有機および無機カドミウム化合物の合成原料やメッキ材料、太陽電池材料などに用いられる。例えば、染料や顔料（カドミウムイエロー）、潤滑剤、真空管用途などに用いられる硫化カドミウムは塩化カドミウムから合成される。また、ポリ塩化ビニルの安定剤に用いられるステアリン酸カドミウムは、塩化カドミウムとステアリン酸ナトリウムとの反応によって合成される。
塩化カドミウムはテルル化カドミウム (CdTe)系太陽電池において光電変換効率を増幅させるために用いられる。CdTe系太陽電池の光電変換効率はCdTeのみでは2%程度に過ぎないが、CdTe薄膜の表面を塩化カドミウムで処理することによってその光電変換効率が15%まで増加することが知られている。これは塩化カドミウムで処理を行うことによってCdTeの結晶性が改善されるためと考えられている。
過去には庭やゴルフ場における芝の殺菌剤にも用いられていたが、1990年にアメリカ合衆国環境保護庁によって農薬登録が取り消され、現在はゴルフコースのグリーンおよびティーグラウンドでの使用のみが認められている。

## 毒性と規制
発癌性があり、吸入するとカドミウム中毒を起こすことがある。ラットを用いた経口投与試験では、半数致死量は88-302mg/kg。塩化カドミウムはPRTR法の特定第1種指定化学物質や労働基準法の疾病化学物質などに指定されており、毒物及び劇物取締法では劇物に分類されている。欧州連合によるREACH規則においては、2014年に高懸念物質の認可対象候補物質リストに追加されている。このリストに追加されると、対象物質を0.1%以上含有する成型品を提供する者はユーザーに対して安全データシートなどの情報提供を行わなければならなくなり、年間1トン以上欧州へ輸出する際に欧州化学品庁への届出を行う義務などが発生する。

## 参考資料

### 和書
- F.A. コットン, G. ウィルキンソン『コットン・ウィルキンソン無機化学（上）』中原 勝儼（原書第4版）、培風館、1987年。ISBN 4563041920。
- 千谷利三『新版 無機化学（上巻）』産業図書、1959年。

### 洋書
- Karl-Heinz Schulte-Schrepping (1985). Ullmann, Fritz; Bohnet, Matthias. ed. Ullmann's encyclopedia of industrial chemistry. A4 (5th ed.). Weinheim: Wiley-VCH. pp. 499-514
- “Beryllium, Cadmium, Mercury, and Exposures in the Glass Manufacturing Industry”. IARC MONOGRAPHS ON THE EVALUATION OF CARCINOGENIC RISKS TO HUMANS (国際がん研究機関 (IARC)) 58. (1993).

### web
- 国際化学物質安全性カード
- 製品安全データシート（安全衛生情報センター）
- 毒物および劇物の事故時における応急措置に関する基準（滋賀県医務薬務課）